# Psyllaephagus densiciliatus
Psyllaephagus densiciliatus is een vliesvleugelig insect uit de familie Encyrtidae. De wetenschappelijke naam is voor het eerst geldig gepubliceerd in 1999 door Tan & Zhao.